# هوتب إب رع
هوتب إب رع (يسمى أيضا سي هيتيب إب رع الأول أو سي هيتيب إب رع الثاني) كان فرعونًا مصريًا من الأسرة الثالثة عشر خلال الفترة الانتقالية الثانية. وفقًا لعلماء المصريات كيم ريهولت وداريل بيكر ، كان الملك السادس في الأسرة الحاكمة ، حيث حكم لمدة تتراوح من عام إلى خمس سنوات وربما ثلاث سنوات ، من 1791 قبل الميلاد حتى 1788 قبل الميلاد. بدلاً من ذلك ، يعتبره يورغن فون بيكيرات وديتليف فرانكي الملك التاسع للسلالة.